# Темпио, Доменико
Доменико Темпио (итал. Domenico Tempio; 22 августа 1750, Катания, Королевство Сицилия — 4 февраля 1821там же) — сицилийский и итальянский поэт. Наряду с Джованни Мели считается выдающимся сицилийским поэтом своего времени.

## Биография
Родился в семье торговца древесиной, третьим из семи детей, с детства предполагалось, что он станет священником. Поэтому и был отправлен на учёбу в архиепископскую семинарию в родном городе. В 1773 году, поняв, что церковное служение не его призвание, начал заниматься юридической практикой, но эта и эта попытка не удалась, поэтому Доменико предпочел идти по пути гуманитарных наук.
Осуществил перевод нескольких латинских классиков (Ливий, Гораций, Тацит, Вергилий), изучал произведения Макиавелли и Гвиччардини, наряду с творчеством основных итальянских поэтов от Данте до своих современников.
Вскоре Д. Темпио получил известность как хороший поэт, и был принят в Академию Палладия и литературный салон его покровителя Игнацио ди Патерно, князя Бискари.

## Творчество
Свои произведения писал на сицилийском языке. Темпио считался крупным поэтом, которого очень хвалили, и реформатором сицилийской поэзии, но после смерти его творчество было в значительной степени забыто, интерес к его поэзии вновь возник после Второй мировой войны.
Наиболее известным произведением Темпио является поэма «La Caristia» («Голод»), в которой описывается голод и беспорядки в Катании в 1797—1798 годах.
В своё время получил несправедливую репутацию порнографического поэта.
В своей поэзии он обличает пороки, лживость и невежество людей. Его сатира, часто горькая и едкая, стремится к нравственному обновлению общества и искуплению людей от страданий, но поэтические ценности часто выходят за пределы намерений.

## Избранные произведения
- Operi di Duminicu Tempiu catanisi (1814—1815)
- La Caristia (1848),
- Poesie di Domenico Tempio (1874)
- Sicilian Erotica. A Bilingual Anthology of Erotic Poems by Giovanni Meli, Domenico Tempio and Giuseppe Marco Calvino, introduzione di J. Vitiello, traduzione a cura di Onat Claypole, USA/Canada, Legas, 1997. ISBN 1881901106